# Bacino di Wagner
Il bacino di Wagner è la più settentrionale delle depressioni sottomarine situate sul fondale del Golfo di California, nell'Oceano Pacifico, al largo della costa dello stato messicano di Sonora. Il bacino è un'area di subsidenza venutasi a creare a causa della forza esercitata da un punto di espansione associato alla dorsale del Pacifico orientale.
Il bacino di Wagner si trova a nord del bacino di Consag, un'altra depressione del Golfo di California, con cui è strettamente connesso. Le due formazioni sono infatti collegate dalla faglia di Wagner, una faglia con spostamento verticale che si estende verso nord-ovest, sul lato orientale, e dalla faglia di Consag, un'altra faglia a spostamento verticale, sul lato occidentale. Il terreno compreso tra i due bacini si sta inoltre abbassando.
Il bacino è inoltre connesso, a nord, al centro di espansione del Cerro Prieto, a sud ovest di Mexicali, per mezzo della faglia del Cerro Prieto, la più settentrionale delle faglie trasformi associate alla zona di rift del Golfo di California, ossia dell'estensione settentrionale della dorsale del Pacifico orientale.